# دانييل ويلكوكس
دانييل ويلكوكس (بالإنجليزية: Daniel Willcox)‏ هو متسابق يخت نيوزيلندي، ولد في 6 أغسطس 1990.

## وصلات خارجية
- دانييل ويلكوكس على موقع الاتحاد الدولي للملاحة الشراعية (موقع جديد) (الإنجليزية)
- دانييل ويلكوكس على موقع الاتحاد الدولي للملاحة الشراعية (موقع قديم) (الإنجليزية)
- دانييل ويلكوكس على موقع اللجنة الأولمبية الدولية (الإنجليزية)
- دانييل ويلكوكس على موقع أوليمبيديا (الإنجليزية)
- دانييل ويلكوكس على موقع اللجنة الأولمبية النيوزيلندية (الإنجليزية)